# アラブ王冠賞
アラブ王冠賞（アラブおうかんしょう）は、特別区競馬組合が大井競馬場で施行していた地方競馬のアングロアラブ種による競走である。

## 概要
南関東でデビューし中央競馬でも勝ち星を挙げたホウセントの功績を讃え、1955年に「南関東3歳時出走馬限定」のアングロアラブ4歳馬によるハンデキャップ重賞ホウセント記念として創設。1966年に負担重量が賞金別定戦となり、翌1967年には「南関東3歳時出走馬限定」の条件が外れた上で競走名もアラブ王冠賞に変更。1968年には負担重量が馬齢別定戦となっている。この競走はアラブダービー、千鳥賞とともに、南関東アラブ三冠競走の最終戦であった。
しかし、南関東におけるアングロアラブ系馬の在厩頭数の減少に伴い、1993年をもって廃止された。

## 歴代優勝馬
| 回数   | 開催日         | 優勝馬             | 性齢         | 所属         | タイム          | 優勝騎手     | 管理調教師   |
| ------ | -------------- | ------------------ | ------------ | ------------ | --------------- | ------------ | ------------ |
| 第1回  | 1955年12月25日 | ニユーマルタケ     | 牡3          | 大井         | 2:13 2/5        | 倉持十九二   | 倉持十九二   |
| 第2回  | 1956年12月5日  | トモスベビー       | 牡3          | 川崎         | 2:13 1/5        | 井上宥蔵     | 三潟隆五郎   |
| 第3回  | 1957年12月18日 | ミナミオー         | 牡3          | 川崎         | 2:11 3/5        | 永田旭       | 遠藤二郎     |
| 第4回  | 1958年12月25日 | ニツポンバレ       | 牡3          | 大井         | 2:12 1/5        | 小筆昌       | 森田正一     |
| 第5回  | 1959年12月15日 | オウゴンラツキー   | 牡3          | 大井         | 2:12.4          | 朝倉文四郎   | 森田正一     |
| 第6回  | 1960年12月30日 | タカラガワ         | 牡3          | 大井         | 2:12.9          | 荒山徳一     | 安藤徳男     |
| 第7回  | 1961年12月26日 | ハヤミナト         | 牡3          | 大井         | 2:10.7          | 赤間清松     | 中山真一     |
| 第8回  | 1962年12月25日 | アサカゼオーザ     | 牡3          | 大井         | 2:11.5          | 赤間清松     | 大南栄蔵     |
| 第9回  | 1963年12月17日 | オーバマイヤ       | 牡3          | 船橋         | 2:09.1          | 宮下哲朗     | 佐藤勘市     |
| 第10回 | 1964年12月15日 | キタノオー         | 牡3          | 大井         | 2:07.7          | 赤間清松     | 栗田金吾     |
| 第11回 | 1965年12月14日 | ランスコツト       | 牡3          | 川崎         | 2:09.0          | 宮下紀英     | 井上宥蔵     |
| 第12回 | 1966年11月23日 | ヤマノガイカ       | 牡3          | 大井         | 2:09.3          | 田畑勝男     | 田村仁三郎   |
| 第13回 | 1967年12月3日  | ダイイチタロー     | 牡3          | 船橋         | 2:09.1          | 竹島春三     | 金沢秀行     |
| 第14回 | 1968年10月8日  | ホワールウインド   | 牡3          | 船橋         | 2:08.5          | 溝辺正       | 出川己代造   |
| 第15回 | 1969年12月1日  | セカンドホーリ     | 牡3          | 大井         | 2:06.9          | 田畑勝男     | 田村仁三郎   |
| 第16回 | 1970年10月20日 | グリンバーデー     | 牡3          | 船橋         | 2:07.5          | 宮下紀英     | 岡林喜和     |
| 第17回 | 1971年10月4日  | ゴールデンニユース | 牝3          | 船橋         | 2:07.2          | 渥美忠男     | 三間典夫     |
| 第18回 | 1972年10月30日 | スカレー           | 牡3          | 船橋         | 2:05.1          | 田部和廣     | 木村万吉     |
| 第19回 | 1973年10月16日 | ポートスーダン     | 牡3          | 川崎         | 2:06.9          | 竹島春三     | 井上宥蔵     |
| 第20回 | 1974年9月23日  | レース不成立       | レース不成立 | レース不成立 | レース不成立    | レース不成立 | レース不成立 |
| 第21回 | 1975年10月13日 | ホクトライデン     | 牡3          | 船橋         | 2:09.5          | 桑島孝春     | 平島好助     |
| 第22回 | 1976年10月15日 | タクマスリー       | 牡3          | 川崎         | 2:06.2          | 岩本洋       | 岩本亀五郎   |
| 第23回 | 1977年10月17日 | ヨシノライデン     | 牡3          | 大井         | 2:06.9          | 的場文男     | 長沼正義     |
| 第24回 | 1978年10月16日 | ガバナースカレー   | 牝3          | 船橋         | 2:07.5          | 田部和廣     | 木村万吉     |
| 第25回 | 1979年10月15日 | エビタカラ         | 牡3          | 大井         | 2:05.0          | 石川綱夫     | 山下春茂     |
| 第26回 | 1980年10月3日  | トライバルセンプー | 牡3          | 川崎         | 2:06.7          | 佐々木竹見   | 村田六郎     |
| 第27回 | 1981年10月13日 | スチールアイアン   | 牡3          | 大井         | 2:06.3          | 赤嶺本浩     | 栗田武       |
| 第28回 | 1982年10月8日  | ケイワイホマレ     | 牡3          | 大井         | 2:07.8 （同着） | 宮浦正行     | 小筆昌       |
| 第28回 | 1982年10月8日  | ミヤオーシヨウ     | 牡3          | 船橋         | 2:07.8 （同着） | 鈴木幸雄     | 宮下佐平     |
| 第29回 | 1983年10月4日  | ボールドマン       | 牡3          | 川崎         | 2:08.7          | 佐々木竹見   | 村田六郎     |
| 第30回 | 1984年10月9日  | カネヤマカザン     | 牝3          | 大井         | 2:09.9          | 堀千亜樹     | 遠間波満行   |
| 第31回 | 1985年10月16日 | ゴールデンビクター | 牡3          | 大井         | 2:09.2          | 佐々木竹見   | 小筆昌       |
| 第32回 | 1986年11月6日  | タイヨウペガサス   | 牡3          | 大井         | 2:10.5          | 的場文男     | 赤間清松     |
| 第33回 | 1987年10月21日 | ミスターヨシゼン   | 牡3          | 大井         | 2:10.6          | 佐々木忠昭   | 寺田新太郎   |
| 第34回 | 1988年10月18日 | オタルホーマー     | 牡3          | 大井         | 2:10.4          | 佐々木竹見   | 物井榮       |
| 第35回 | 1989年10月18日 | オオヒエイ         | 牡3          | 大井         | 2:12.8          | 西川栄二     | 鈴木冨士雄   |
| 第36回 | 1990年10月22日 | キミホマレ         | 牡3          | 川崎         | 2:12.3          | 一ノ瀬亨     | 佐々木吉郷   |
| 第37回 | 1991年10月22日 | フオーモサグリーン | 牡3          | 船橋         | 2:09.8          | 及川靖       | 江川秀三     |
| 第38回 | 1992年10月15日 | タカラシルキー     | 牝3          | 船橋         | 2:10.8          | 石崎隆之     | 出川博史     |
| 第39回 | 1993年10月7日  | トチノミネフジ     | 牡3          | 大井         | 2:07.3          | 早田秀治     | 髙岩隆       |

- 競走名：第1～12回 「ホウセント記念」、第13回〜 「アラブ王冠賞」
- 負担重量：第1回～第11回：ハンデキャップ、第12回～13回：別定戦(54キロ・獲得賞金250万円以上50万円ごとに1キロ増)、第14回：別定(馬齢)
- 時計：第1～4回 1/5秒表示、第5回～ 1/10秒表示
- 優勝馬の馬齢は、現表記を用いている。

### 各回競走結果の出典
- 特別区競馬組合編『大井競馬のあゆみ : 特別区競馬組合50年史』特別区競馬組合、2001年、360-361頁。